# Під піском
Під піском (фр. Sous le sable) — фільм 2000 року французького режисера Франсуа Озона.
Слоган — «Чи може любов зникнути без сліду?»

## Сюжет
Подружжя Дріллон: Марі (Ремплінг) і Жан (Кремер) — разом уже чверть століття. Кожен їх день схожий на попередній. Вони настільки звикли один до одного, що їм навіть не потрібно розмовляти. Але одного разу Жан зникне, і Марі доведеться вчитися жити заново — без нього. Чи зможе вона заповнити раптово порожнечу? Поки подружжя було разом, вони навіть не замислювалися над тим, чи люблять вони одне одного. Але варто було Марі залишитися одній, без Жана, і її існування втратило всякий сенс, а вона сама перетворилася на інваліда, у якого немов відняли життєво важливий орган. І єдиним виходом залишається — жити так, ніби нічого не сталося, нібито Жан все ще живий. Ні, Марі не зійшла з розуму, вона не зламана горем і не відвертається від реальності. Просто для Марі — неможливо жити без людини, який став її продовженням …
«Під піском» — бенефіс великої Шарлотти Ремплінг («Сутінки богів» Вісконті, «Нічний портьє» Ліліани Кавані), яка повернулася на екрани після довгих років забуття. Завдяки Озону, Ремплінг отримала можливість розкрити весь свій приголомшливий акторський потенціал: у картині майже немає дії — все відбувається всередині героїні і на обличчі актриси. У фільмі зовсім небагато музики, лише кілька тихих тактів з Portishead — смерть і горе вимагають тиші.

## У Ролях
- Шарлотта Ремплінг — Марі Дріллон
- Бруно Кремер — Жан Дріллон
- Жак Ноло — Вінсент
- Олександра Стюарт — Аманда
- П'єр Верньє — Жерар
- Андре Тайнсі — Сюзанна

## Нагороди
- Номінація на премію «Сезар», головну кінематографічну нагороду Франції.